# Nahý Újezdec
Nahý Újezdec (německy Naketendörflas) je malá vesnice, část obce Chodský Újezd v okrese Tachov v Plzeňském kraji. Nachází se asi 5,5 kilometru jihovýchodně od Chodského Újezdu. Prochází zde silnice II/198. Nahý Újezdec je také název katastrálního území o rozloze 6,31 km².

## Historie
První písemná zmínka o vesnici pochází z roku 1335.

## Obyvatelstvo
| Rok            | 1869 | 1880 | 1890 | 1900 | 1910 | 1921 | 1930 | 1950 | 1961 | 1970 | 1980 | 1991 | 2001 | 2011 | 2021 |
| -------------- | ---- | ---- | ---- | ---- | ---- | ---- | ---- | ---- | ---- | ---- | ---- | ---- | ---- | ---- | ---- |
| Počet obyvatel | 420  | 391  | 410  | 424  | 393  | 412  | 392  | 162  | 170  | 167  | 136  | 134  | 151  | 150  | 144  |
| Počet domů     | 69   | 73   | 76   | 75   | 74   | 73   | 74   | 46   | 38   | 37   | 37   | 38   | 38   | 41   | 43   |

## Obecní správa
Při sčítání lidu v letech 1850–1979 Nahý Újezdec byl samostatnou obcí, se kterým patřil nejprve do okresu Planá, ale v roce 1950 v okrese Mariánské Lázně a od roku 1960 v okrese Tachov. Od 1. ledna 1980 je částí obce Chodský Újezd v okrese Tachov.

## Pamětihodnosti
- Boží muka se smírčím křížem
- Socha svatého Jana Nepomuckého
- Zbořený zemědělský dvůr čp. 10